# Chromatomyia nigra
Chromatomyia nigra är en tvåvingeart som beskrevs av Johann Wilhelm Meigen 1830. Chromatomyia nigra ingår i släktet Chromatomyia och familjen minerarflugor. Arten är reproducerande i Sverige. Inga underarter finns listade i Catalogue of Life.